# Arcidiavolo
Nella tradizione culturale giudeo-cristiana il termine arcidiavolo o arcidemonio/arcidemone dovrebbe indicare un'entità spirituale malefica, posta in alto nella gerarchia infernale, l'equivalente demoniaco dell'arcangelo. Tuttavia, tale termine non trova riscontro nella Bibbia cristiana, né in quella ebraica.

## Origini e fortuna del concetto
Il concetto che i "diavoli" siano angeli ribelli e che alcuni di loro ne siano i capi risale al tardo giudaismo e in particolare al Libro di Enoch (circa I secolo a. C.), che elenca 20 capi dei 200 "angeli vigilanti" ed enumera i peccati che essi insegnarono agli uomini. Dato che gli arcangeli sono sette, per analogia sono probabilmente da interpretare come "arcidiavoli" le sette "stelle" alla cui punizione Enoch assiste (cap. 21).
Il libro di Enoch non fa parte né del canone ebraico né di quello cristiano e di fatto il concetto di arcidiavolo sembra essere sconosciuto alla tradizione religiosa sia ebraica sia cristiana.
L'interesse per le gerarchie diaboliche rinacque in occidente durante i dibattiti sulla stregoneria nella prima età moderna. Johann Wier, ad esempio, nel suo De praestigiis daemonum, et incantationibus, ac veneficiis, un'opera di grande successo prontamente tradotta in tedesco e in francese, afferma l'esistenza di 666 legioni dell'Inferno, ognuna con un capo, proprio come gli arcangeli dirigono il coro degli angeli.
Oggi il concetto di arcidiavolo appartiene alla letteratura (Niccolò Machiavelli introdusse il termine italiano nella novella Belfagor arcidiavolo) e all'occultismo.